# 阿富汗博物館
阿富汗博物館位於德國漢堡一間貨倉「記憶城市」（Speicher-stadt）中，是保存阿富汗人歷史的流亡海外的博物館。

## 历史
這個私人博物館由阿富汗人Nek Mohamed設立，在1998年對外開放。

## 外部連結
- 阿富汗博物館 （页面存档备份，存于）